# Gleicheniales
Gleicheniales Schimp. è un ordine di piante appartenenti alla classe Polypodiopsida.

## Descrizione
Le felci dell'ordine Gleicheniales sono caratterizzate da steli radicali con 3–5 poli protoxilematici e anteridi con 6–12 cellule strette, contorte o curve nelle loro pareti. Per il resto, il loro portamento è molto vario, comprendendo piante con le tipiche fronde delle felci, altre le cui foglie ricordano quelle delle palme, e altre ancora che hanno foglie intere. Sono felci tropicali, la cui maggiore diversità si riscontra in Asia e nella regione del Pacifico. 

## Tassonomia
La classificazione PPG I riconosce le seguenti famiglie come appartenenti all'ordine:
- Matoniaceae C.Pres
- Dipteridaceae Seward & E.Dale
- Gleicheniaceae C.Presl